# Grône
Grône (zastarale německy Grün) je obec ve švýcarském kantonu Valais. Leží v okrese Sierre v převážně frankofonní části kantonu. Žije zde přibližně 2 400 obyvatel.

## Geografie

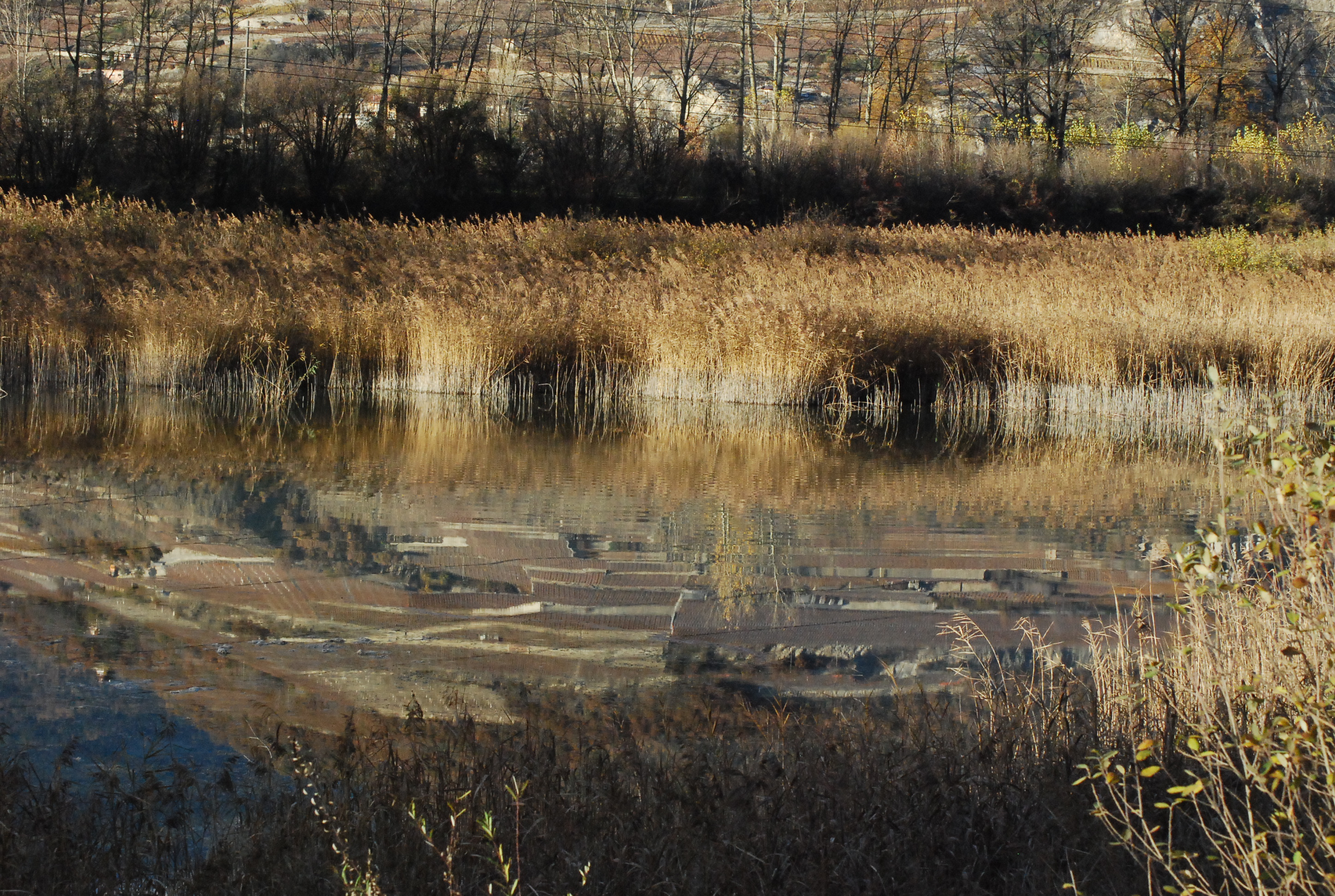
Přírodní rezervace Pouta-Fontana

Obec Grône se nachází v horní části dolního Valais jižně od města Sierre na jižní straně údolí Rhôny. Na jihozápadě se obec rozkládá na březích řeky Rhôny. Na jihozápadě obce se rozkládá mokřad Pouta-Fontana, který je chráněnou přírodní rezervací.
Obec se skládá z hlavní vesnice Grône a vesnic Daillet, Erdesson, Itravers, La Coutoulaz, Le Coujon, Loye a Pramagnon a z mnoha jednotlivých farem. Sousedními obcemi Grône jsou Sierre na severu, Chalais na východě, Anniviers na jihovýchodě, Mont-Noble na jihu a jihozápadě, hlavní město kantonu Sion na západě a Saint-Léonard na severozápadě.

## Historie
První zmínka o obci ve slovním spojení in Gruona pochází z 11. století. V 10. století patřilo Grône k panství Granges. Kolem roku 1245/50 postavil Pierre de la Tour-Morestel v Grône hrad, který byl v roce 1417 zničen. Grône bylo důležitým strategickým místem, které značně utrpělo bojem velkých rodů o nadvládu ve Valais. Obec byla povinna udržovat na svém území cestu v údolí. Od 11. století je Grône samostatnou farností. Kostel Notre-Dame byl přestavěn v letech 1912–1918, zachovala se barokní věž z roku 1733. V roce 1603 bylo panství Granges prodáno měšťanům ze Sionu a stalo se kastelánstvím, které bylo zrušeno v roce 1798. Grône, nyní obec, odkoupila léna od měšťanů ze Sionu zpět v roce 1802. To byl počátek vzestupu a vymezení se vůči sousedním obcím. Během obou světových válek v obci fungovaly antracitové doly. V současnosti se obyvatelé živí především zemědělstvím a službami. V roce 1948 byla v zřízena přírodní rezervace Pouta-Fontana.

## Obyvatelstvo

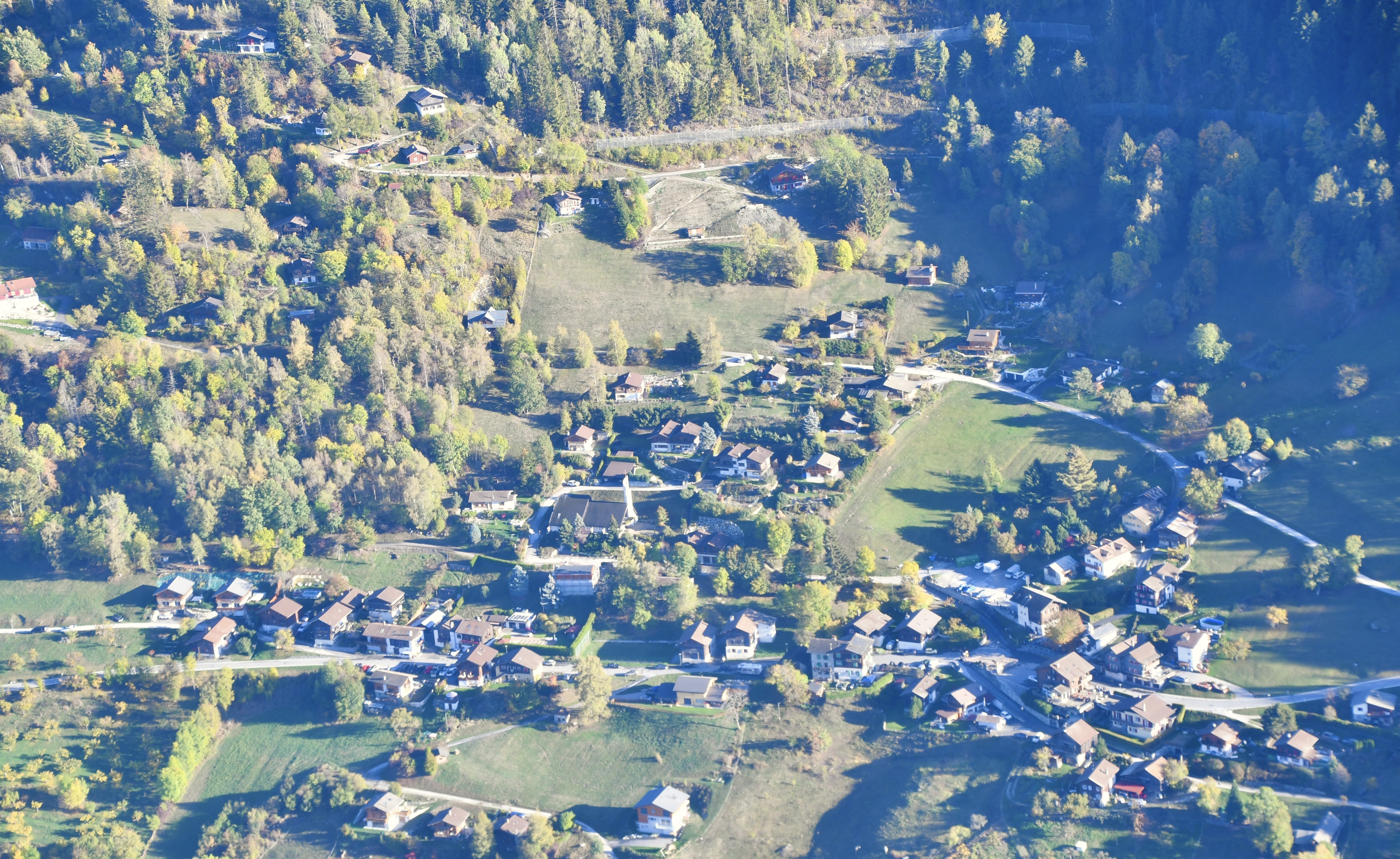
Vesnice Loye

| Rok            | 1850 | 1900 | 1950 | 2000 | 2010 | 2011 | 2012 | 2913 | 2014 | 2015 | 2016 |
| Počet obyvatel | 348  | 741  | 1242 | 1866 | 2206 | 2253 | 2275 | 2253 | 2310 | 2311 | 2415 |

## Doprava
Obec nemá železniční spojení, nejbližší stanice v sousední obci Saint-Léonard leží na důležité Simplonské dráze, vedoucí ze Ženevy směrem na Milán. Obsluhují ji regionální vlaky Švýcarských spolkových drah (SBB). Dopravní obslužnost obce Grône zajišťují žluté autobusy Postauto.
Do Grône se lze dostat přes sjezdy č. 27 (Sion-Est) a 28 (Sierre-Ouest) na dálnici A9. Z nich pokračují do obce regionální silnice.

## Osobnosti
- Yves Allegro (* 1978), švýcarský tenista